# Fortress: Célkeresztben
A Fortress: Célkeresztben (eredeti cím: Fortress: Sniper's Eye) 2022-ben bemutatott amerikai akciófilm, amelyet Josh Sternfeld rendezett, a 2021-es Fortress: Az erődítmény című film folytatásaként. A főbb szerepekben Jesse Metcalfe, Bruce Willis és Chad Michael Murray látható.
A filmet 2022. április 29-én mutatta be a Lionsgate Films. Magyarországon a Mozi+ mutatta be 2023. szeptember 28-án.

## Cselekmény
Hetekkel az első film eseményei után Robert Michaels megmentési akciót hajt végre elhunyt ellenfele, Frederick Balzary özvegye ellen. Ugyanakkor, amikor Sasha saját aljas terveket sző, és Balzaryról kiderül, életben van, Robertnek és fiának, Paulnak együtt kell dolgoznia, hogy megállítsák őket.

## Szereplők
| Szerep            | Színész             | Magyar hang            |
| ----------------- | ------------------- | ---------------------- |
| Paul Michaels     | Jesse Metcalfe      | Markovics Tamás        |
| Robert Michaels   | Bruce Willis        | Dörner György          |
| Frederick Balzary | Chad Michael Murray | Horváth-Töreki Gergely |
| Sandra            | Natalie Burn        | Mohácsi Nóra           |
| Kate Taylor       | Kelly Greyson       | Zakariás Éva           |
| Ulysses           | Ser’Darius Blain    | Papp Dániel            |
| Ken Blain         | Michael Sirow       | Szatory Dávid          |
| Carole Taylor     | Welker White        | Kovács Nóra            |
| Sasha             | Natali Yura         | Dögei Éva              |
| Zoe               | Gabrielle Haugh     |                        |
| Marcia            | Leslee Emmett       |                        |
| Janice            | Larken Woodward     |                        |
| Madris            | Leonardo Castro     |                        |
| Denton            | Rainier Quintana    | Molnár Levente         |

### Magyar változat
- Magyar szöveg: Mihályi Dávid
- Hangmérnök és vágó: Faragó Imre
- Gyártásvezető: Lajtai Erzsébet
- Szinkronrendező: Gazdik Katalin
- Produkciós vezető: Gyarmati Zsolt

A szinkront a Masterfilm Digital Kft. készítette el.

## A film készítése
A Fortress: Célkeresztbent 2021. május 3-án jelentették be, mint a Fortress: Az erődítmény folytatását. A forgatás 2021 májusában kezdődött Puerto Ricóban és novemberben fejeződött be. Az első előzetest a 2021-es amerikai filmpiacon mutatták be, ahol a Highland Film Group a film forgalmazási jogait akarta eladni az Egyesült Államokban és Kanadában. A projekt az egyik utolsó film, amelyben Willis szerepelt, aki visszavonult a színészkedéstől, mert frontotemporális demenciát diagnosztizáltak nála.

## Fogadtatás
A Rotten Tomatoes weboldalon 0%-os értékelést kapott 7 kritika alapján, az átlagos értékelése 2 pont a tízből.
Jeannette Catsoulis, a The New York Times munkatársa negatív kritikát adott a filmre, mondván: „egy olyan ostoba folytatás, hogy Willis erőfeszítései sem menthetik meg”.